# Poalanca

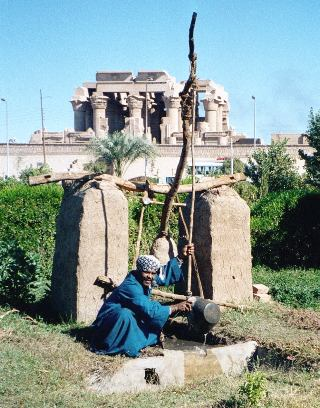
Una poalanca, a Kom Ombo, Egipte.

La poalanca (poaranca, poalenca) o  shaduf  (també apareix escrita com:  shadoof, shadouf, chadouf o chaduf en altres idiomes) és una màquina simple que, usada a manera de palanca, serveix per pujar aigua des d'un riu, canal, dipòsit o un pou. Aquesta aigua s'empra per regar o per a ús domèstic i pels animals. La paraula shaduf és d'origen àrab (شادوف).

El viatger alemany Karl Kaeger la descriu així
| « | "... es claven a la terra dos troncs que a dalt posseeixin una forqueta natural; damunt d'aquestes es col·loca una barra transversal a la qual es subjecta una palanca que a una banda porta una pedra pesada i a l'altre un cubell. " | » |

## Descripció i funcionament
La poalanca s'utilitza per treure aigua d'un riu o pou, pujant fins al nivell en què es troba la persona que l'utilitza. Es tracta d'una palanca, conformada per un pal recolzat en un suport, de manera que un dels seus extrems sigui molt més llarg que l'altre, a l'extrem llarg s'hi col·loca una corda amb algun tipus de cubell, i a l'altre extrem un contrapès. Quan està correctament equilibrat, La poalanca es manté en posició horitzontal quan el recipient està mig ple.
Per treure l'aigua s'empeny cap al pou l'extrem amb el recipient, subjectant-lo dins de l'aigua fins que està ple, en aquest moment es deixa anar i el contrapès el fa pujar amb una petita empenta.

## Història

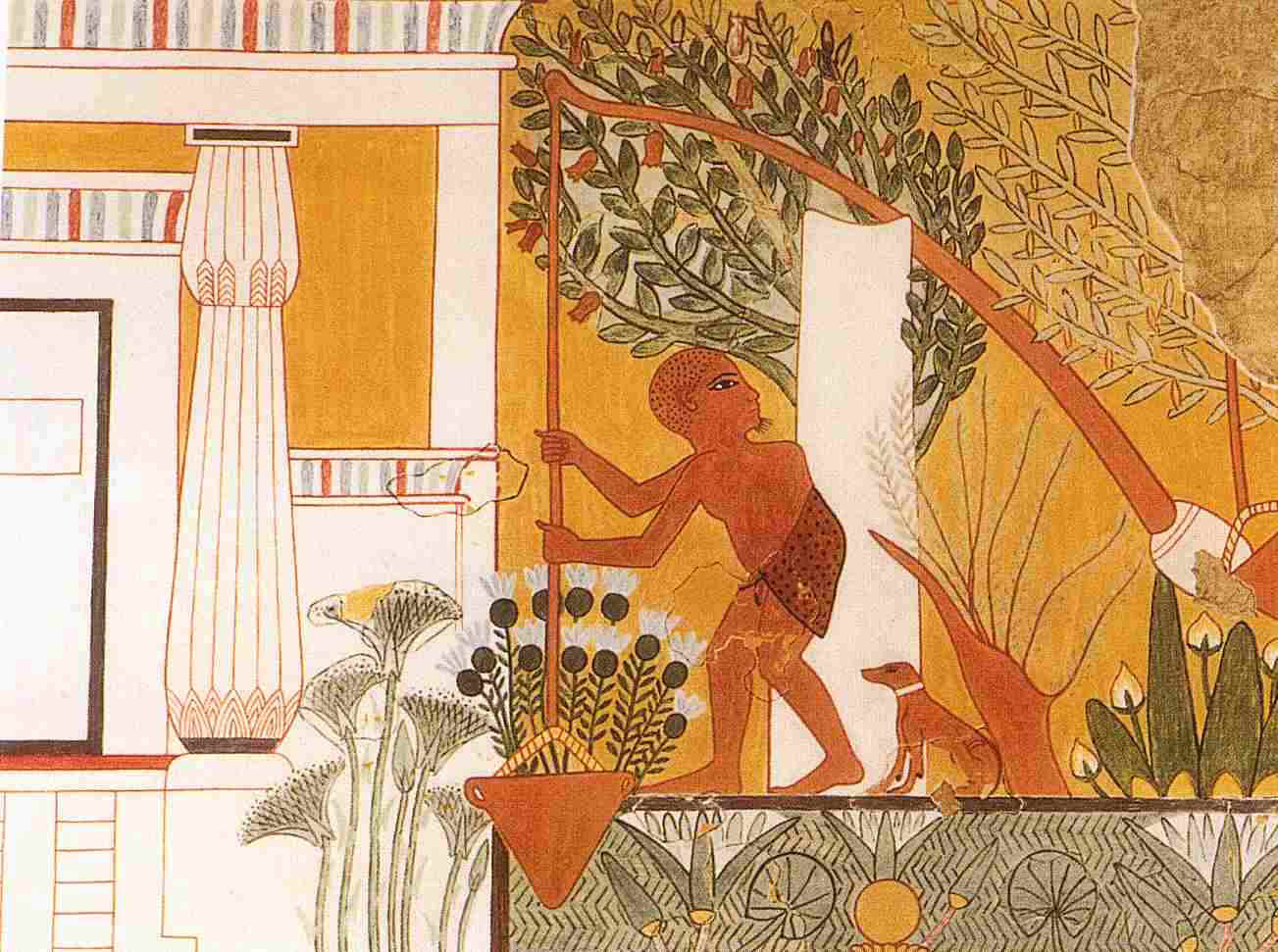
Poalanca egípcia pintada a la tomba de Ipuy. Deir el-Medina.

Encara que s'atribueix a la poalanca un origen egipci, datant-se l'inici del seu ús durant l'Imperi Nou (c. 1550-1070 aC), ja figurava en relleus i segells cilíndrics de Mesopotàmia (datats entre 2500 i 3000 aC). També es troba representada a Mohenjo-Daro, Índia (c. 2500 aC)
Els romans també la feien servir, (en llatí,  tolleno ), i està representada a un fresc d'Herculà.
Julio Caro Baroja escriu que al segle xix era d'ús comú a tot Europa, citant el seu ús a  "Suècia, Noruega, Dinamarca, Finlàndia, Països Baixos, Alemanya, Hongria, Polònia, països balcànics, Rússia, Espanya i Portugal, a més de l'Àfrica blanca, Orient Mitjà, Índia, Xina, Japó, i fins i tot Nova Escòcia i Nova Bruswick, al Canadà. "